# Эпипалеолит
Эпипалеолит — термин, используемый для обозначения «изделий конечного периода верхнего палеолита в конце последней ледниковой эпохи, которые по технологии совпадают с мезолитическими изделиями».

## Хронология

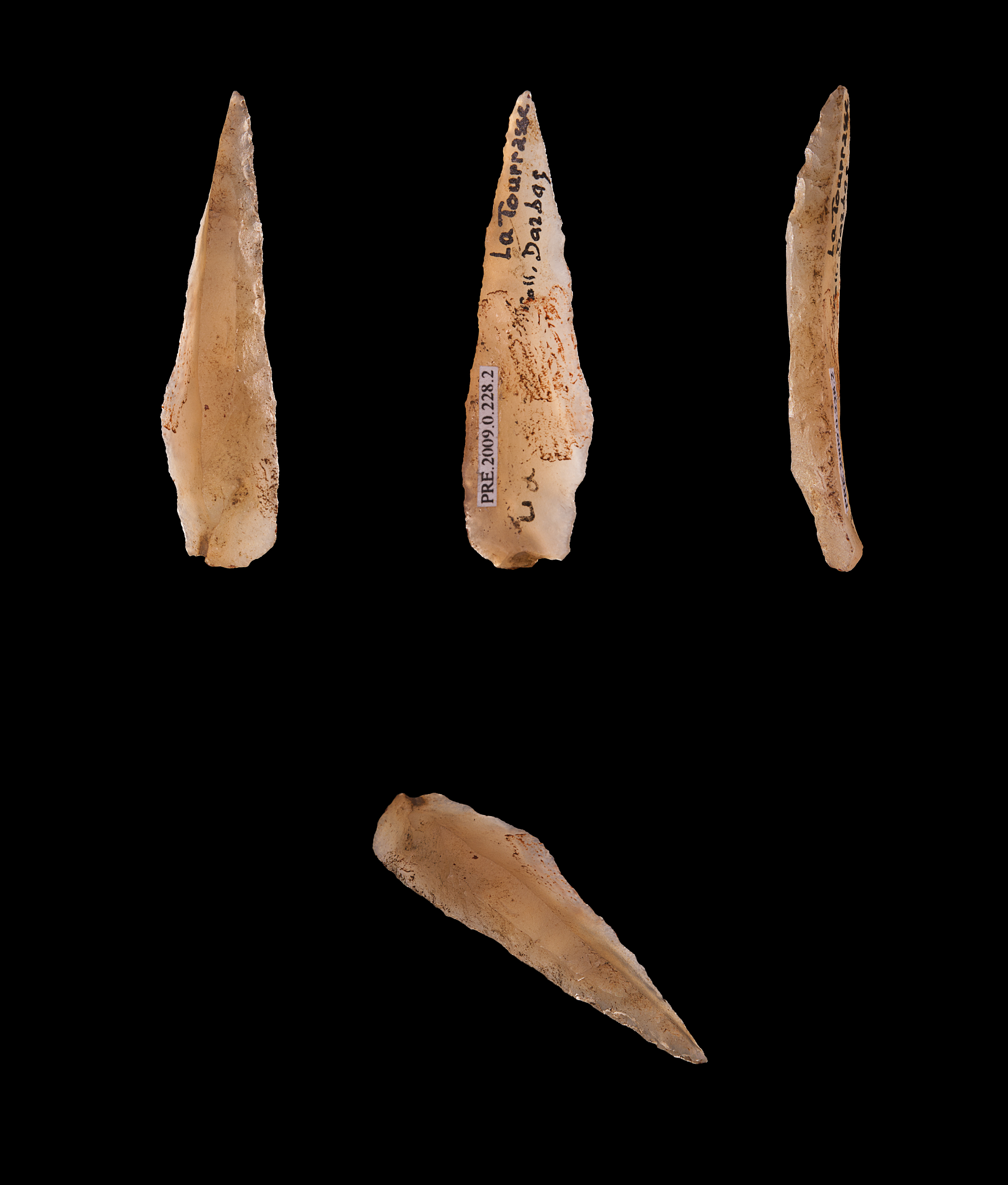

Хронологически эпипалеолит совпадает с мезолитом и является разновидностью последнего. Термин «эпипалеолит», однако, имеет свою специфику — он употребляется для обозначения тех культур, которых (почти) не затронуло окончание ледниковой эпохи, как, например, натуфийская культура Леванта, тогда как термин «мезолит» используется в отношении Западной Европы, где исчезновение мегафауны оказало большое влияние на палеолитические популяции в конце ледниковой эпохи (в том числе европейские культуры периода после оледенения: азильскую, совтерскую, тарденуазскую, Маглемозе и др.).
Иногда термин используется в ином смысле. Как пишет Альфонсо Моуре: 
```
На языке доисторической археологии наиболее распространена тенденция использовать термин «эпипалеолит» для комплексов изделий групп охотников-собирателей после палеолита. И в то же время, изделия тех групп, которые перешли к искусственному производству продуктов питания, обозначаются как «мезолитические»
[
6
]
.
```

Эпипалеолитические охотники-собиратели изготавливали довольно совершенные для своего времени изделия из небольших кремней или обсидиана, известные как микролиты, которые насаживались на деревянные рукоятки. Обычно жители эпохи эпипалеолита вели кочевой образ жизни.